# Karl Friedrich von Berlepsch
Freiherr Karl Friedrich Ludwig Hans von Berlepsch, ab 1869 Graf, (* 17. Februar 1821 in Langensalza; † 2. September 1893 ebenda) war ein deutscher Gutsbesitzer, Politiker und Mitglied des preußischen Herrenhauses.

## Abstammung
Seine Eltern waren der Freiherr Karl Ludwig von Berlepsch (5. Januar 1791 – 26. Januar 1848) und dessen Ehefrau Henriette Luise von und zu Gilsa (20. August 1796 – 26. Dezember 1862).

## Leben
Berlepsch wurde nach dem Tod seines Vaters Herr auf Schloss Berlepsch und den Gütern Fahrenbach, Dohrenbach, Freudenthal, Hübenthal und Neuenrode.
Als Inhaber des Majorats in der Familie hatte er das seit 1369 in der Familie Berlepsch erbliche Hofamt des Erbkämmerers der Landgrafen von Hessen inne und war einer der drei Obervorsteher der Ritterschaftlichen Stiftungen Kaufungen und Wetter. Von 1862 bis 1866 war er ritterschaftlicher Abgeordneter der kurhessischen Ständeversammlung.
Nach der Annexion Kurhessens durch Preußen im Jahre 1866 berief König Wilhelm ihn 1867 zum Mitglied des preußischen Herrenhauses auf Lebenszeit und erhob ihn am 27. August 1869 in den preußischen Grafenstand, wobei der Grafentitel an den Besitz des Majorats von Berlepsch gebunden war. Von 1868 bis 1886 war er auch Mitglied des Kasseler Kommunallandtags.
Berlepsch begründete 1859 den Familienfideikommiss und gab ab 1881 dem Schloss Berlepsch durch umfassende Umbauten im Stil der späten hannoverschen Neugotik seine heutige Erscheinungsform.

## Ehe und Nachkommen
Karl Friedrich von Berlepsch heiratete am 16. April 1848 in Kassel Johanna Wilhelmine Theodore Koch (26. April 1829 – 27. Juni 1902), Tochter des kurhessischen Staatsrats und Ministers des Inneren Johann Hermann Koch (1795–1862) und dessen Ehefrau Wilhelmine Philippine Konradine geb. Köber. Der Ehe entstammten die Söhne:
- Hans Hermann Carl Ludwig, Graf von Berlepsch (29. Juli 1850; † 27. Februar 1915), Ornithologe, ⚭ 1881 Emma von Bülow (1855–1937)
- Otto Heinrich Wilhelm, Freiherr von Berlepsch (22. Januar 1852; † 7. Mai 1899) ⚭ 1880 Margarete von Oertzen (1860–1926)
- Karl Emil Ernst (1862–1865)